# Vernéaz
Vernéaz (toponimo francese) è una frazione del comune svizzero di La Grande Béroche (Canton Neuchâtel).

## Geografia fisica
Vernéaz sorge sulle colline che si trovano sulla sponda nordoccidentale del lago di Neuchâtel.

## Storia
Già comune autonomo che si estendeva per 0,64 km², 1875-1888 si unì al comune di Vaumarcus: la denominazione ufficiale del nuovo comune fu fino al 1965 "Vaumarcus-Vernéaz"; in seguito all'esito favorevole del referendum del 27 novembre 2016, il 1º gennaio 2018 è stato aggregato agli altri comuni soppressi di Bevaix, Fresens, Gorgier, Montalchez e Saint-Aubin-Sauges per formare il nuovo comune di La Grande Béroche.

## Società

### Evoluzione demografica
L'evoluzione demografica è riportata nella seguente tabella:
Abitanti censiti